# Vason
Vason è una frazione del comune di Trento: posta a 1650 m. di quota, è il più alto agglomerato turistico del monte Bondone.

## Geografia
Vason di Trento è situata sul monte Bondone ad un'altezza di 1650 metri sopra il livello del mare, sotto l'imponente parete del Palon che con i suoi 2098 metri domina la Val delle Gole solcata dal fiume omonimo (rio Gola). Vason si trova all'imbocco di questa valle e dalla piazza principale partono diversi sentieri che si diramano sulle pendici del monte Bondone, offrendo spettacolari viste panoramiche e numerose opportunità per escursioni nella natura circostante.

## Storia
Vason inizialmente doveva essere raggiunta a piedi ed era scarsamente urbanizzata. Infatti prima della Prima guerra mondiale, in molti salivano in montagna per sciare nelle conche della località. Nel 1947, nell'ambito della creazione di una rete stradale sul monte Bondone, Vason venne raggiunta dalla strada provinciale. Da quel momento ebbe una forte crescita urbanistica e demografica grazie al turismo sciistico, il cui boom nella zona iniziò dagli anni 1950-60.

## Monumenti e luoghi d'interesse

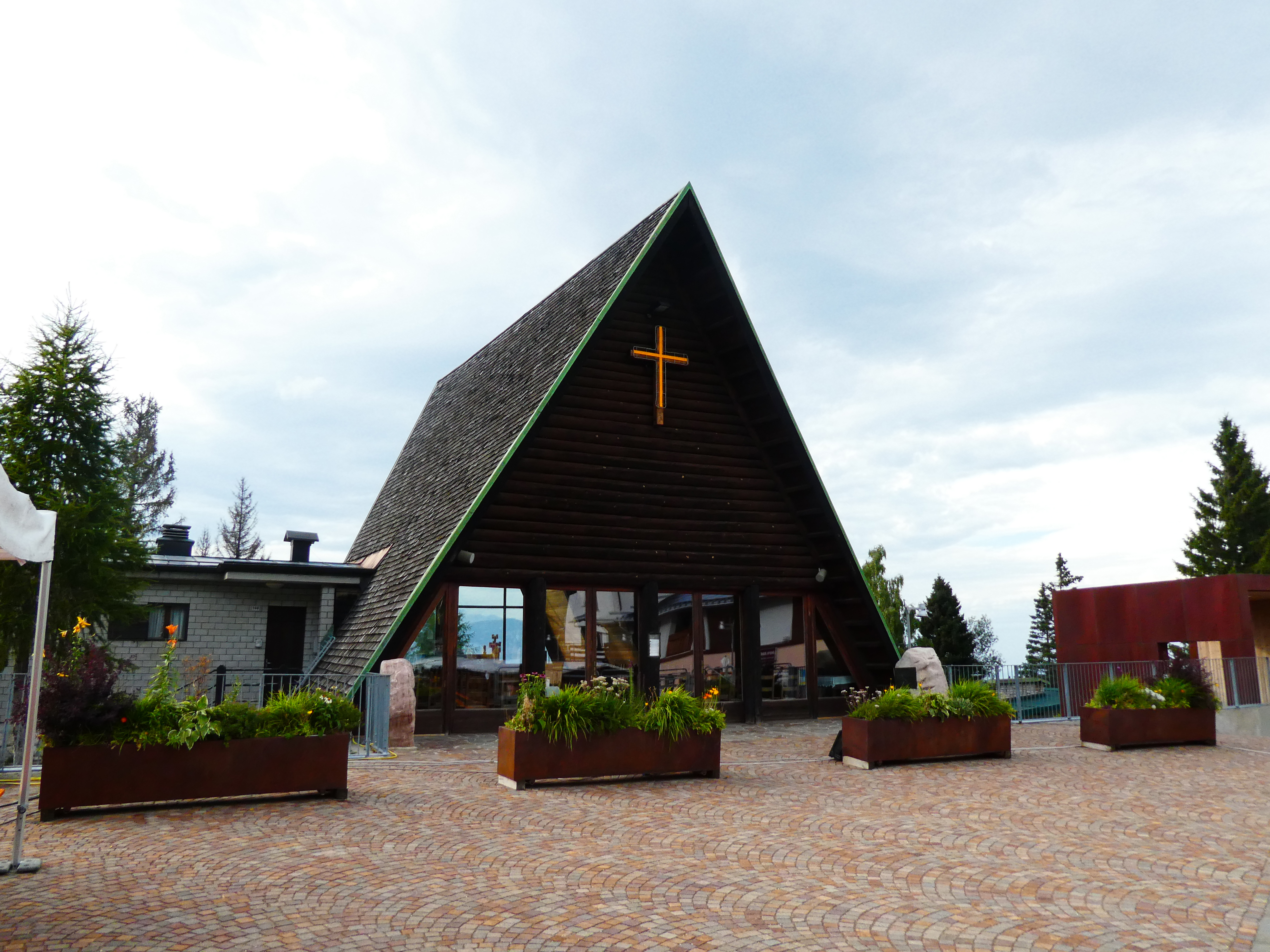
La chiesetta di Vason

- Chiesetta alpina di Vason: dedicata agli sciatori scomparsi in montagna, è stata costruita nel 1963-1966 grazie al supporto di numerosi enti e benefattori[3][4]
- Passeggiata delle Viote